# تاریخ محیط زیست ایالات متحده
تاریخ محیط‌زیست ایالات متحده به بررسی وضعیت محیط‌زیست در طول قرون تا اواخر قرن بیستم می‌پردازد و شامل مناظرات سیاسی و کارشناسی دربارهٔ حفاظت و مسائل زیست‌محیطی نیز می‌شود.
اصطلاح «حفاظت» نخستین‌بار در سال ۱۹۰۸ رایج شد، اما به‌تدریج در دههٔ ۱۹۷۰ جای خود را به «محیط‌زیست‌گرایی» داد، چراکه تمرکز از مدیریت و حفاظت از منابع طبیعی به دغدغه‌ای وسیع‌تر دربارهٔ کل محیط‌زیست و تأثیرات منفی آلودگی هوا یا آب بر انسان‌ها تغییر یافت.
برای بررسی تاریخ محیط‌زیست معاصر ایالات متحده، به مقالهٔ «سیاست محیط‌زیستی ایالات متحده» مراجعه کنید.

روند انتشار دی‌اکسید کربن در ایالات متحده، از ۱۸۰۰ تا ۲۰۲۰

## روندهای زیست‌محیطی

### محیط زیست پیشاکلمبی
به گفته ارین استوارت مالدین، تاریخ زمین‌شناسی ایالات متحده میلیون‌ها سال پیش از سکونت انسان در آن قدمت دارد.  چشم‌انداز قاره آمریکای شمالی توسط تکتونیک صفحه‌ای، فعالیت‌های آتشفشانی و یخبندان شکل گرفته است. رشته‌کوه آپالاچی بر اثر برخورد صفحات تکتونیکی زمین به‌وجود آمد، در حالی‌که رشته‌کوه راکی از فرورانش کف اقیانوس آرام شکل گرفت. مناطق شمال‌غربی اقیانوس آرام و نیوانگلند نیز نتیجهٔ پیوستن ریزقاره‌ها هستند.
دوره‌های یخبندان باعث شکل‌گیری دریاچه‌های بزرگ (Great Lakes) شدند و ترکیب خاک در سراسر ایالات متحده را تحت تأثیر قرار دادند؛ همچنین فعالیت‌های آتشفشانی در شکل‌گیری مناطقی مانند فلات کلمبیا نقش داشته‌اند.
نخستین ساکنان انسانی قارهٔ آمریکا، بومیان اولیه (Paleoindians) بودند که از سیبری مهاجرت کردند و از حدود ۳۰٬۰۰۰ سال پیش از میلاد وارد این سرزمین شدند. آنها با جانوران عظیم‌الجثه‌ای مانند ماموت‌ها همزیستی داشتند. دلایل انقراض این گونه‌ها، احتمالاً به دلیل تغییرات اقلیمی یا شکار توسط انسان، همچنان مورد بحث است. فقدان حیوانات بزرگ اهلی در آمریکای شمالی بر توسعه جوامع تأثیر گذاشت، شکار و گله‌داری را محدود کرد و بعدها به استعمارگران اروپایی برتری بیولوژیکی بخشید. بومیان آمریکا استراتژی‌های معیشتی متنوعی از جمله کشاورزی، شکار و ماهیگیری را با شیوه‌های متفاوت در مناطق مختلف توسعه دادند. آنها همچنین از طریق پاکسازی زمین و شیوه‌های شکار، بر چشم‌انداز تأثیر گذاشتند و منجر به تغییرات زیست‌محیطی شدند. چشم‌انداز پیشاکلمبی که اروپایی‌ها با آن مواجه شدند، به‌طور قابل توجهی توسط فعالیت‌های انسانی شکل گرفته بود و این ایده طبیعت بکر و دست نخورده را به چالش می‌کشید. 

### نیوانگلند تا ۱۸۱۵
قبل از سال ۱۸۱۵، کشاورزان نیوانگلند عمدتاً خودکفا بودند. جنگل، چوب لازم برای ساخت خانه‌ها و انبارها را فراهم می‌کرد و در تمام طول زمستان، سوخت اجاق را تأمین می‌کرد. الوار برای ساخت کشتی و ذخایر نیروی دریایی برای صادرات به انگلستان فروخته می‌شد. جنگل باقی‌مانده زیستگاه گوزن و دیگر حیوانات شکاری بود که به راحتی با تفنگ یا تله شکار می‌شدند. پس از پاکسازی، زمین برای گوسفندان (که برای پشم پرورش داده می‌شدند)، خوک‌ها و گاوهای خانواده و همچنین فضایی برای باغ سبزیجات فراهم می‌شد. اهمیت این جنگل از تهدیدی برای مهاجران تا مکانی با اهمیت مذهبی پیوریتن‌ها و همچنین منبع زیبایی و غرور متغیر بود. با افزایش جمعیت، جنگل از یک فراوانیِ محسوس به یک داراییِ رو به زوال تبدیل شد. پس از سال ۱۸۱۵، با باز شدن دوبارهٔ بازارهای صادراتی پس از جنگ‌های ناپلئونی و جنگ ۱۸۱۲، کشاورزان این منطقه تمرکز بیشتری بر تولید محصولات تجاری سودآور پیدا کردند؛ به‌ویژه پرورش گوسفند و گاو، تولید علوفه، چوب و گندم.
با رشد شهرهای اطراف، آن‌ها همچنین به فروش شیر و پنیر، تخم‌مرغ، سیب، کرنبری و شیرهٔ افرا پرداختند.

### انقلاب صنعتی، ۱۸۱۰ تا ۱۸۹۰
در اواخر قرن هجدهم و اوایل قرن نوزدهم، پسماندهای عملیات استخراج معدن وارد رودخانه‌ها و جویبارها. شدند و کارگاه‌های تولید آهن و کوره‌ها از آب برای خنک‌سازی استفاده می‌کردند. : ۲۷, ۳۲–۳۳, ۵۳  در اوایل قرن نوزدهم، توسعه موتورهای بخار منجر به استفاده از آنها در بخش‌های معدن و تولید (مانند نساجی) شد. استفاده گسترده از موتورهای بخار، حجم بیشتری از آب گرم شده (آلودگی حرارتی) تولید کرد. افزایش بهره‌وری، همراه با ورود راه‌آهن در دهه‌های ۱۸۳۰ و ۱۸۴۰—که موجب افزایش تقاضای کلی برای زغال‌سنگ و مواد معدنی شد—به تولید بیشتر پسماندها انجامید.
انقلاب صنعتی دوم منجر به توسعهٔ فرایندهای تولیدی جدیدی شد که انواع تازه‌ای از پسماندها را به‌وجود آوردند، از جمله آلودگی هوا، آب و خاک (پسماندهای جامد و خطرناک). این صنایع نوظهور شامل موارد زیر بودند:
- آهن و فولاد
- استخراج نفت و گاز[۴]
- پالایشگاه‌های نفت
- تولید (ذوب) فلزات غیر آهنی
- تولید لاستیک
- کودها و مواد شیمیایی
- تولید محصولات کاغذی.

### خطرات کارخانه‌های نساجی
دستمزدهای نقدی باعث شد کارگران مناطق روستایی ابتدا پس از سال ۱۸۱۰ در نیوانگلند و سپس پس از ۱۸۷۰ در جنوب ایالات متحده جذب کارخانه‌های نساجی جدید شوند. این کارخانه‌ها با چرخ‌های آبی که روی رودخانه‌های محلی نصب شده بودند کار می‌کردند و آسیب چندانی به محیط‌زیست خارجی وارد نمی‌کردند. خطرات اصلی در فضای داخلی کارخانه‌ها وجود داشت، جایی که کارگران در معرض آلودگی هوا و آلودگی صوتی قرار داشتند.
مردان، زنان و کودکان در قالب تیم‌های خانوادگی روزانه ۱۰ ساعت در محیطی بسته و مملو از گردوغبار و الیاف کار می‌کردند. ماشین‌آلات گاه‌به‌گاه باعث بروز حوادث می‌شدند، اما آلودگی محیط کار مشکل جدی‌تری محسوب می‌شد.
تراکم بالای نیروی کار در فضای محدود و به‌صورت روزانه، زمینهٔ مناسبی برای شیوع سریع بیماری‌هایی چون سرماخوردگی، برونشیت، ذات‌الریه و سل فراهم می‌کرد. همچنین کارگران دچار کاهش شنوایی و خستگی مزمن می‌شدند. بیماری «بایسینوز» که به «بیماری ریه قهوه‌ای» یا «تب دوشنبه» نیز معروف است، به‌ویژه در میان کارگران کارخانه‌های پنبه بسیار شایع بود و علائمی نظیر احساس تنگی در قفسهٔ سینه و تنگی نفس داشت.
میان کارگران، کارفرمایان و متخصصان پزشکی دربارهٔ تأثیر محیط کارخانه بر سلامت اختلاف‌نظرهای شدیدی وجود داشت. کارخانه‌ها به‌ندرت امکانات درمانی در محل داشتند، اما از بیمارستان‌های محلی حمایت می‌کردند.

## رهبری
- برای مقالات مربوط به افراد در رده: American environmentalists، به فعالان محیط زیست آمریکایی مراجعه کنید.

### مطالعات ریاست جمهوری و دولت فدرال
- سیاه، میگان داخلی جهانی: مرزهای معدنی و قدرت آمریکا (هارورد UP، ۲۰۱۸)
- برایس، اِما "New York Times 20 سپتامبر ۲۰۱۲" سبزترین رئیس‌جمهور آمریکا؛ نظرسنجی از دانشمندان تئودور روزولت را به عنوان شماره یک رتبه‌بندی می‌کند، پس از نیکسون، کارتر، اوباما، جفرسون، فورد، فردریال رابرټن و کلینتون آنلاین
- بلوم، مایکل سی. "اولین جنگلدار کشور: نقش نادیده گرفته شده FDR و محیط زیست". مجله استفاده از زمین و قانون محیط زیست ۳3 (2017): ۲۵–۶۰. بررسی برینکلی (2016). آنلاین
- اداره بازیابی "مرکز بازپرداخت: یک تاریخچه بسیار کوتاه" (2024) آنلاین
- کانون، جوناثان و جوناثن ریهل "خطای سبز رئیس جمهور: چگونه رئیس جمهور‌ها دربارهٔ محیط زیست صحبت می‌کنند و معنی آن چیست". مجله قانون محیط زیست استنفورد 23 (2004): 195-272. آنلاین
- کوالی، RM زمین فدرال، خشم غربی: شورش ساجبرش و سیاست‌های زیست محیطی (UP Kansas، 1993). آنلاین
- کلیمنز، کندرک ای. "هربرت هوور و حفاظت، ۱۹۲۱–۳۳". بررسی تاریخی آمریکا 89.1 (1984): 67-88. آنلاین
- کودلی، گرگ و دیوید ساراسون سال‌های سبز، ۱۹۶۴–۱۹۷۶: وقتی دموکرات‌ها و جمهوری خواهان برای تعمیر زمین متحد شدند (UP of Kansas، 2021) آنلاین
- راستش، پال راسل تئودور روزولت، طبیعی دان (1956) آنلاین
- راستش، پال راسل تئودور روزولت: ساخت یک محافظه کار (U of Illinois Press، 1985) آنلاین
- انگلبر، ارنست آ. "حزب‌های سیاسی و سیاست‌های منابع طبیعی- ارزیابی تاریخی، ۱۷۹۰–۱۹۵۰." مجله منابع طبیعی 1 (1961): 226+ آنلاین
- فلپین، ج. بروکس "محافظ محافظه کار: راسل ای‌ترین و ظهور محیط زیست گرایی آمریکا" (LSU Press، ۲۰۰۶)
- گیتز پل و. تاریخ توسعه قانون زمین عمومی (۱۹۶۸) یک تاریخ علمی مهم آنلاین
- گرام جونیور، اوتیس ایل. رئیس‌جمهور و محیط زیست آمریکا (UP of Kansas، 2015) آنلاین
- کنگ، جودسون مبارزه برای حفاظت از آب، از تئودور روزولت تا مقام دره تنسی (۲۰۰۹)
- کلیزا، کریستوفر مک گروری "قدرت، حزب گرایی و حوادث احتمالی: رئیس جمهور و سیاست زیست محیطی ایالات متحده". در کتاب راهنمای سیاست زیست محیطی آمریکا (Edward Elgar، ۲۰۲۰).
- کلیزا، کریستوفر مک گروری و دیوید جی سوزا سیاست محیط زیست آمریکا (2nd ed. MIT Press, 2013). آنلاین
- Koppes, Clayton R. "سیاست محیط زیست و لیبرالیسم آمریکایی: وزارت امور داخلی، ۱۹۳۳–۱۹۵۳." بررسی محیط زیست ۷.1 (1983): ۱۷–۵۳.
- کتلووسکی، دکان ج. "ریچارد نیکسون و ریشه‌های عمل تأیید" (۱۹۹۸) ۶۰#۳ ص 523 ff.
- کتلووسکی، دکان ج. "کار‌ها در مقابل کلمات: ریچارد نیکسون و سیاست حقوق مدنی". مجله نیویورک انگلستان از تاریخ ۱۹۹۹–۲۰۰۰ ۵6 (2-3): ۱۲۲–۱۴۴.
- کراف مایکل ای. "سیاست و سیاست محیط زیست ایالات متحده: از دهه ۱۹۶۰ تا دهه ۱۹۹۰" مجله تاریخ سیاست (۲۰۰۰) ۱۲#۱:۱۷–۴۲. دو:۱۰٫۱۳۵۳/جف. ۲۰۰۰٫۶
- کراف مایکل ای. سیاست و سیاست محیط زیست ایالات متحده (برنامه ۶، پیرسون، ۲۰۱۵) اقتباسمتن
- لاندی، مارک کی و همکاران آژانس حفاظت از محیط زیست: از نیکسون تا کلینتون (۲ین نسخه آکسفورد UP، ۱۹۹۴)
- لیزر، جویدیت A. باز برای کسب و کار: مخالفت محافظه کاران با مقررات زیست محیطی  (2012) آنلاین
- "لیندستروم"، "متیو جی.ای. دی". انسائیکلوپیای دولت ایالات متحده و محیط زیست (۲ جلد ABC-CLIO، 2010), 950pp
- ماکورا، استیفن "حدود جامعه جهانی: دولت نیکسون و سیاست‌های زیست محیطی جهانی". تاریخ جنگ سرد ۱۱.4 (2011): ۴۸۹–۵۱۸.
- ملوسی، مارتین V. "سیاست زیست محیطی" در یک همکار به لیندون بی جانسون، تدوین توسط میتشل بی لرنر (بلاکوئل، ۲۰۱۲) ص ۱۸۷–۲۰۹
- ملوسی، مارتین V. "لیندون جانسون و سیاست محیط زیست" در رابرت دیوانی، تدوین، سال‌های جانسون، جلد دوم: ویتنام، محیط زیست و علم (U of Kansas Press، ۱۹۸۷)، ص. ۱۱۳–۱۴۹
- میلر، چار گیفورد پینچوت و ساخت محیط زیست مدرن (۲۰۰۱)
- "پترسون"، "تارلا رای"، "اد". سخنرانی سبز در کاخ سفید: ریاست جمهوری سخنی با زیست‌شناسی مواجه است (تگزاس A&M UP، 2004) متن
- فیلیپس، سارا تی. این سرزمین، این ملت: حفاظت، آمریکا روستایی و معامله جدید (۲۰۰۷)
- پینکت، هارولد تی جیفورد پینچوت: جنگل‌های خصوصی و عمومی (U of Illinois Press، ۱۹۷۰)
- شلات، تاد ساختار در جریان: آب، علم و ظهور سپاه مهندسان ارتش ایالات متحده (جامعة تگزاس مطبوعات، ۲۰۱۰)
- کوتاه، سی برانت رونالد ریگان و زمین‌های عمومی: بحث حفاظت آمریکا (۱۹۸۹).
- اسمیت، فرانک ای. سیاست حفاظت (۱۹۶۶)، بر مسائل و سدهای آب فدرال، به ویژه TVA تمرکز دارد. بررسی آنلاین را ببینید
- "سودن"، "دنیس"، "اد". ریاست جمهوری محیط زیست (SUNY، 1999) آنلاین
- استین، هارولد ک. سرویس جنگل ایالات متحده: یک تاریخ صد ساله (U of Washington Press، 2013)  آنلاین
- استین، جفری کی "موارد طبیعی و سیاست محیط زیست". در ریاست جمهوری ریگان: محافظه کارانه عملی و میراث آن، تدوین. توسط W. Elliot Brownlee و Hugh David Graham (Kansas UP، 2003) pp. ۲۳۳–۲۵۶.
- سوسمن، گلن و بایرن دیینز "برابر قرن: تئودور روزولت، فرانکلین روزولت، ریچارد نیکسون، بیل کلینتون و محیط زیست". آنلاین
- سوین، دونالد سی. سیاست حفاظت ملی: سیاست حفاظت فدرال، 1921-1933 (U of California Press، 1963) آنلاین
- اتلی، رابرت م. و باری ماکینتوش؛ بخش همه چیز دیگر: برجسته‌های تاریخ داخلی (دپارتمان داخلی، 1989) آنلاین
- وولنر، دیوید و هندرسون، اد. FDR و محیط زیست (Springer، 2015) آنلاین.

### مناطق
- بروسنان، کاتلین A. et al. اد شهر دریاچه و دشت: تاریخ محیط زیست شیکاگو (U از پیتسبورگ پرس، 2020) آنلاین
- کاستاندا، کریستوفر جی و لی ام.ای. سیمپسون، اد. زندگی در شهر رودخانه و دره: تاریخچه زیست محیطی منطقه ساکرامنتو (U از پیتسبورگ پرس، ۲۰۱۳) در کالیفرنیا؛ آنلاین
- کاولی، آر مک گریگور سرزمین فدرال، خشم غربی: شورش درختان و سیاست‌های زیست محیطی (۱۹۹۳)، در مورد محافظه کاران
- کاودری، آلبرت ای این سرزمین، این جنوب: تاریخ محیط زیست (از کنتاکی، 1995). آنلاین
- کرونون، ویلیام، تغییرات در زمین: سرخپوستان، استعمارگران و اکولوژی نیوانگلند (هیل و وانگ، ۱۹۸۳)
- کرونون، ویلیام، شهر بزرگ طبیعت: شیکاگو و غرب بزرگ (W. W. نورتون، ۱۹۹۱)؛ کلاسیک با نفوذ مشاهده نظرات آنلاین
- کمبلر، جان تی استفاده منطقی: مردم، محیط زیست و دولت. نیو انگلند ۱۷۹۰–۱۹۳۰. (آکسفورد بالا، ۲۰۰۱).
- کمبلر، جان تی شمال شرقی و میاندویست ایالات متحده: تاریخچه زیست محیطی (ABC-CLIO، 2005) آنلاین
- کانفر، جف و بیل وایزر، اد بزون و مردم در دشت‌های بزرگ آمریکای شمالی: تاریخچه عمیق زیست محیطی (تگزاس A&M UP، 2016) آنلاین.
- دانت ، سارا از دست دادن عدن: تاریخ محیط زیست غرب آمریکا. (U از نبراسکا مطبوعات، 2023). آنلاین, همچنین ببینید نقد و بررسی آنلاین کتاب
- دیویس، دی ای، اد جنوب ایالات متحده: تاریخچه محیط زیست (ABC-CLIO، 2006) آنلاین
- "دسلات"، "آرون". تجربه مدیریت رشد فلوریدا: از جهت بالا به پایین تا استفاده از زمین آزاد."در کتاب راهنمای پایداری پالگراف (2018): 739-755 آنلاین.
- فلورز، دن غرب طبیعی: تاریخ محیط زیست در دشت‌های بزرگ و کوه‌های راکی (U Of Oklahoma Press، 2003) آنلاین.
- فرادکین، فیلیپ رودخانه ای که دیگر وجود ندارد: رودخانه کلرادو و غرب (۱۹۸۱)
- فرهنر، برایان و کاتلین آ. بروسنان، اد. دشت‌های بزرگ: بازنگری در تاریخ محیط زیست یک منطقه (U از نبراسکا پرس، 2021) آنلاین.
- هریسون، بلیک و همکارانش تاریخچه چشم‌انداز نیوانگلند (۲۰۱۱)
- هاروی، مارک دبلیو تی " اکو پارک، گلن کانیون و جنبش بیابان پس از جنگ" بررسی تاریخی اقیانوس آرام (1991): 43-67. آنلاین منطقه رودخانه کلرادو
- جیکوبز، الیزابت تی، جفری ال برجس و مارک بی ابوت "دود دونورا دوباره بازدید شد: ۷۰ سال بعد از رویدادی که الهام بخش قانون هوای پاک بود." مجله بهداشت عمومی آمریکا 108.S2 (2018): S85-S88. آنلاین مرگبار ۱۹۴۸ دود دونورا در پنسیلوانیا در سال ۱۹۴۸
- جد، ریچارد دبلیو طبیعت دوم: تاریخ زیست‌محیطی نیوانگلند (۲۰۱۴)
- جد، ریچارد دبلیو سرزمین‌های مشترک و مردم عادی، ریشه‌های حفاظت در شمال نیوانگلند (1997) آنلاین
- کلیزا، کریستوفر مک گروری و همکارانش داستان ورمونت : تاریخ طبیعی و فرهنگی (چاپ دوم) ۲۰۱۵)
- مولدین، ارین استوارت زمین‌های بازخرید نشده: تاریخچه زیست محیطی جنگ داخلی و رهایی در جنوب پنبه (آکسفورد آپ، ۲۰۱۸)
- ملوسی، مارتین پنجم، و چارلز ریگان ویلسون، ادز. دانشنامه جدید فرهنگ جنوب: جلد ۸: محیط زیست (۲۰۰۷)؛ 320pp با ۹۸ مقاله کوتاه توسط کارشناسان. خلاصه داستان
- ملوسی، مارتین پنجم کشتار تازه: تاریخچه مصرف و دور انداختن در شهر نیویورک (کلمبیا UP، ۲۰۲۰).
- ملوسی، مارتین پنجم، و جوزف آ. پرات. کلانشهر انرژی: تاریخچه زیست محیطی هیوستون و ساحل خلیج فارس (U از پیتسبورگ پرس، ۲۰۰۷)
- رایزنر، مارک بیابان کادیلاک: غرب آمریکا و آب ناپدید شده آن (پنگوئن، ۱۹۹۳) می‌گوید که بدجنس فدرال بود اداره بازسازی ببینید  همچنین ببینید نسخه آنلاین.
- رایس، جیمز دی طبیعت و تاریخ در کشور پوتوماک: از شکارچیان و جمع‌آوری کنندگان تا عصر جفرسون (۲۰۰۹)، نزدیک واشینگتن دی سی
- ساین، جیمی کودکان جنگل شمالی: تاریخ وحشی نیوانگلند از یخچال‌های طبیعی تا گرم شدن کره زمین (ییل بالا، ۲۰۲۳). داستان جنگل‌های توسعه نیافته شمال نیوانگلند
- ترک، الینور ال. " فروش سرزمین قلب: ماموران، آژانس‌ها، مطبوعات و سیاست‌هایی که مهاجرت آلمان به کانزاس را در قرن نوزدهم ترویج می‌دهند." تاریخ کانزاس ۱2 (1989): ۱۵۰–۵۹.
- وگل، دیوید کالیفرنیا گرینین: چگونه ایالت طلایی به یک رهبر محیط زیست تبدیل شد (پرینستون آپ، ۲۰۱۹).
- وکسلر، آلن و مولی براون، اطلس گسترش غرب (1995) آنلاین.
- وحشی، پیتر پیشگامان حفاظت از طبیعت آمریکای غربی (1979) آنلاین
- بدتر، دونالد زیر آسمان غربی: طبیعت و تاریخ در غرب آمریکا (آکسفورد بالا، 1992) آنلاین
- زیمرینگ، کارل آ. و استیون اچ. کوری، اد. کلان‌شهر ساحلی: تاریخچه محیط زیست شهر مدرن نیویورک (U از پیتسبورگ پرس، 2021) .

### تاریخ‌نگاری
- کوتس، پیتر. «برخاستن از طبیعت وحشی (یا، از درختان ردوود تا موز): تاریخ معاصر محیط زیست در ایالات متحده و بقیه قاره آمریکا»، محیط زیست و تاریخ ۱۰ (۲۰۰۴)، صفحات. ۴۰۷–۳۸ آنلاین
- کولتر، کیمبرلی، و کریستوف ماخ، ویراستاران. آینده تاریخ محیط زیست: نیازها و فرصت‌ها (مرکز محیط زیست و جامعه راشل کارسون، ۲۰۱۱).
- فلمینگ، دونالد. «ریشه‌های جنبش نوین حفاظت»، چشم‌اندازهایی در تاریخ آمریکا ۶ (۱۹۷۲): ۷–۹۱.
- هیز، ساموئل پی. کاوش‌هایی در تاریخ محیط زیست (انتشارات دانشگاه پیتسبورگ، ۱۹۹۸) مقالات هیزشابک ‎۹۷۸۰۸۲۲۹۵۶۴۳۳ آنلاین
- هندریکس، ریکی ال. «جنبش حفاظت: نقدی بر منابع تاریخی». معلم تاریخ ۱۶#۱ (۱۹۸۲)، صفحات. ۷۷–۱۰۴. آنلاین
- هرسی، مارک دی. و تد استاینبرگ، ویراستاران. مزرعه‌ای در آتش: آیندهٔ تاریخ محیط زیست (۲۰۱۹).
- لی، لارنس بی. «۱۰۰ سال تاریخ‌نگاری احیای اراضی». Pacific Historical Review 47.4 (1978): 507-564. آنلاین؛ شامل ۱) آبیاری، ۱۸۷۸–۱۹۰۲، ۲) خدمات احیای اراضی، ۳) سکونتگاه‌های کشاورزی، ۱۹۰۲–۱۹۲۸، ۴) مهندسی ۱۸۸۷–۱۹۵۳، ۵) وزارت کشاورزی، ۱۸۹۸–۱۹۳۸، ۶) مورخان، ۱۸۹۸–۱۹۷۸، و ۷) چالش‌های پیش روی اداره
- لینچ، تام و همکاران. (ویراستاران). تخیل زیست‌منطقه‌ای: ادبیات، بوم‌شناسی و مکان (انتشارات دانشگاه جورجیا، ۲۰۱۱)، با تمرکز بر ادبیات؛ آنلاین
  - سکمن، داگلاس کازو، ویراستار همراهی با تاریخ محیط زیست آمریکا (۲۰۱۰)، ۶۹۶ صفحه؛ ۳۳ مقاله از محققانی که بر تاریخ‌نگاری تأکید دارند؛ آنلاین